# Selim Bešlagić
Selim Bešlagić (Tuzla, 23. veljače 1942.) bosanskohercegovački je političar i bivši gradonačelnik Tuzle.

### Životopis
Rođen je u Tuzli 23. veljače 1942. U rodnom gradu završio je osnovnu i srednju školu te Tehnološki fakultet. Postdiplomski studij, iz područja građevinskih materijala, završio je na Sveučilištu u Zagrebu. Tijekom svog radnog angažmana radio je u Fabrici cementa Lukavac i u nekoliko instituta iz područja tehnoloških i građevinskih znanosti.
Godine 1990. uključuje se u reformski pokret tadašnjeg jugoslavenskog premijera Ante Markovića. Iste godine u Tuzli organizira uspješnu kampanju i pobjeđuje na prvim demokratskim izborima. Tuzla postaje jedina sredina u BiH u kojoj koalicija triju nacionalnih stranaka nije osvojila vlast.
Selim Bešlagić je na lokalnim izborima još dva puta biran za gradonačelnika Tuzle. Godine 1997. kao kandidat „Združene liste '97" i 2000. godine kao kandidat Socijaldemokratske partije Bosne i Hercegovine. Na općim izborima 1998. godine izabran je za poslanika Skupštine Tuzlanske županije i poslanika Doma naroda Federacije Bosne i Hercegovine do studenog 2000. godine.
Na općim izborima u studenom 2000. godine Socijaldemokratska partija Bosne i Hercegovine pobjeđuje na izborima za Tuzlansku županiju, a nosilac liste, Selim Bešlagić, osvaja najveći broj glasova u odnosu na sve kandidate. U prosincu iste godine Skupština Tuzlanske županije imenuje Selima Bešlagića za predsjednika Tuzlanske županije.. Mandat predsjednika Tuzlanske županije mu je trajao do 2003. godine
Jedan je od osnivača i prvi predstavnik Bosanskohercegovačke specijalne olimpijade, koja je uključena u svjetski pokret Specijalne olimpijade sa sjedištem u gradu Washington, D.C.. Motiv za ovaj angažman vidi u obavezi svih da pomognu mentalno zaostalim osobama da postanu ravnopravni i poštovani članovi društva. Svojim angažmanom u Specijalnoj olimpijadi želi doprinijeti promjeni ukupnog odnosa društva prema osobama s umanjenim sposobnostima i njihovom prihvaćanju u društvo.

## Nagrade i priznanja
Selim Bešlagić dobitnik je uglednih međunarodnih nagrada za ljudska prava, mir i demokraciju:
- Nagrada za ljudska prava grada Weimara (1995.)
- Nagrada Internacionalnog instituta za mir „Sean Mac Bride” (1996.)
- Zlatna povelja Internacionalne lige humanista za mir i demokraciju (1996.)
- Nagrada za mir Fondacije „Kurt Waldheim” (1996.)
- Nagrada „W. Averell Hariman” Nacionalnog demokratskog instituta (1997.)
- Nominacija Međunarodnog ureda za mir za Nobelovu nagradu za mir (1997.)
- Počasni doktorat prava na Northwestern Universityju (2000.)